# Gubkinskij
Gubkinskij (rusky Губкинский) je město v Jamalo-něneckém autonomním okruhu v Ruské federaci. Při sčítání lidu v roce 2010 měl přes třiadvacet tisíc obyvatel.

## Poloha a doprava
Gubkinskij leží v severní části Západosibiřské roviny na severním břehu Pjakupuru, levé zdrojnice  Puru v úmoří Karského moře. Od Salechardu, správního střediska autonomního okruhu, je vzdálen přibližně 510 kilometrů jihovýchodně.
Nejbližší železniční stanice je v Purpe přibližně šestnáct kilometrů severovýchodně na železniční trati z Ťumeně přes Surgut do Nového Urengoje.

## Dějiny
Gubkinskij byl oficiálně založen 22. dubna 1986 jako středisko pro těžbu ropy a to rovnou jako sídlo městského typu. Pojmenován byl po Ivanu Michajlovičovi Gubkinovi, sovětském geologovi. Městem je od roku 1996.